# Neko Case
Neko Richelle Case (Alexandria, 8 settembre 1970) è una cantautrice e musicista statunitense, conosciuta per la sua carriera da solista e per il suo contributo come membro del gruppo indie rock canadese The New Pornographers.
Ha registrato e si è esibita per diversi anni sotto il nome Neko Case & Her Boyfriends, prima di esibirsi da solista con il suo nome. La Case si esibisce principalmente con suo materiale, ma ha inoltre eseguito e registrato diverse cover di brani musicali di artisti come Harry Nilsson, Loretta Lynn, Tom Waits, Nick Lowe, Buffy Sainte-Marie, Scott Walker, Randy Newman, Queen, Bob Dylan, Neil Young, Sparks e Hank Williams.

## Biografia
Nata ad Alexandria, in Virginia, da genitori di origine ucraina. Originariamente il cognome della famiglia era Shevchenko, che è stato cambiato prima della sua nascita. Da bambina la sua famiglia ha viaggiato molto, prima di stabilirsi definitivamente a Tacoma, nello stato di Washington, che lei considera la sua città natale.
Nel 1994 si trasferisce a Vancouver, dove studia presso il Emily Carr Institute of Art and Design. Mentre frequentava la scuola ha suonato la batteria in diverse band locali, tra cui Del Logs, the Propanes, the Weasels, Cub e Maow. Tutti questi gruppi locali suonavano il genere punk rock, ad eccezione Cub e the Weasels. Nel 1998, la Case si laurea con un Bachelor of Fine Arts e lascia il Canada per trasferirsi a Seattle, non prima di aver scritto e registrato alcune canzoni incluse in Mass Romantic, primo album dei The New Pornographers. Oltre alla registrazione con i The New Pornographers, la Case collabora con altri musicisti canadesi, tra cui The Sadies e Carolyn Mark.

### Il primo albumThe Virginian
Nel 1997 viene pubblicato il suo primo album, The Virginian, pubblicato sotto il nome Neko Case & Her Boyfriends, dove la cantante si avvicina al genere country. L'album contiene brani originali e cover di canzoni di Ernest Tubb, Loretta Lynn e il brano del 1974 dei Queen Misfire. Quando l'album è stato pubblicato, la critica ha accostato la voce della Case ad altre cantanti come Loretta Lynn e Patsy Cline e la pioniera del rockabilly Wanda Jackson.
Nel febbraio del 2000 viene pubblicato il suo secondo album Furnace Room Lullaby, che introduce elementi "country noir" che hanno definito la sua successiva carriera da solista. La title track è stata inclusa la colonna sonora del film di Sam Raimi The Gift, mentre Porchlight fa parte della colonna sonora di The Slaughter Rule. La Case si è esibita più volte assieme alla collega e amica Carolyn Mark, come The Sisters Corn. Una delle loro esibizioni live è stata registrata e pubblicata come un album il 28 novembre 2000, intitolato The Other Women.

### Lavori successivi
Dopo la pubblicazione di Furnace Room Lullaby, la Case lascia Seattle per trasferirsi a Chicago. Il suo primo lavoro a Chicago è stato l'EP Canadian Amp, registrato nella sua cucina. Canadese Amp è il suo primo lavoro senza i Her Boyfriends, pubblicato attraverso la propria etichetta Lady Pilot nel 2001. Delle otto tracce dell'EP, due sono state scritte dalla Case mentre gli altri sei brani sono cover di vari artisti, come Neil Young (Dreaming Man) e Hank Williams (Alone and Forsaken).
Nell'agosto 2002 viene pubblicato il suo terzo album, Blacklisted, registrato a Tucson (Arizona), suo primo album in cui viene accreditata solamente come Neko Case. Le quattordici canzoni dell'album sono brani originali scritti interamente dalla Case, fatta eccezione per le cover di Running Out of Fools, portato al successo da Aretha Franklin, e Look for Me (I'll Be Around) eseguita in precedenza da Sarah Vaughan. Blacklisted, rispetto ai lavori precedenti, è un lavoro più profondo e cupo in cui la Case ha citato tra le sue influenze il regista David Lynch, il compositore Angelo Badalamenti e la colonna sonora di Neil Young per il film Dead Man.

### The New Pornographers e altri lavori
Nel maggio del 2003 i The New Pornographers pubblicano il loro secondo album, Electric Version, in cui la Case collabora vocalmente a molte più tracce rispetto al lavoro precedente. Frutto di tre live, uno a Chicago e due a Toronto, nel 2004 la Case pubblica il suo secondo album live The Tigers Have Spoken. Poi collabora nuovamente con i The New Pornographers per il loro terzo album, Twin Cinema, fornendo ancora una volta la sua voce in diversi brani. Oltre ad eseguire i cori in diverse canzoni, la Case è la voce solista di due ballate, The Bones of an Idol e These Are the Fables.
Nel 2007 i The New Pornographers pubblicano Challengers, in cui la Case è la voce del brano Go Places, mentre per l'album successivo, Together, presta la voce a Crash Years e My Shepherd.

### Fox Confessor Brings the FloodeMiddle Cyclone
L'album Fox Confessor Brings the Flood viene pubblicato nel marzo 2006. L'album è stato registrato principalmente a Tucson, nel corso dei due anni in cui ha lavorato al live The Tigers Have Spoken. Fox Confessor Brings the Flood è stato incluso tra i migliori album del 2006 secondo Amazon e ha debuttato al numero 54 sulla Billboard 200. L'album contiene la canzone autobiografica Hold On, Hold On, successivamente rifatta da Marianne Faithfull e inclusa nel suo album del 2009 Easy Come, Easy Go.
Middle Cyclone è stato pubblicato nel marzo 2009 e ha debuttato al numero 3 della classifica di Billboard, nella sua prima settimana, diventando il primo album della Case a raggiungere la top ten negli Stati Uniti. Dopo la sua pubblicazione, nessun altro album prodotto da una casa discografica indipendente, debutta in una posizione più alta in tutto il 2009. Il relativo tour, per promuovere Middle Cyclone, la porta ad esibirsi in Nord America, Europa e Australia, oltre a partecipare a numerosi festival tra cui Lollapalooza.
Nel 2011 duetta con Nick Cave in una cover di She's Not There dei The Zombies, registrata appositamente per il primo episodio della quarta stagione della serie televisiva True Blood. Nel 2012 scrive e registra il brano Nothing to Remember per la colonna sonora del film Hunger Games.
Nel 2013 ha pubblicato un nuovo lavoro The Worse Things Get, The Harder I Fight, The Harder I Fight, The More I Love You.

## Discografia

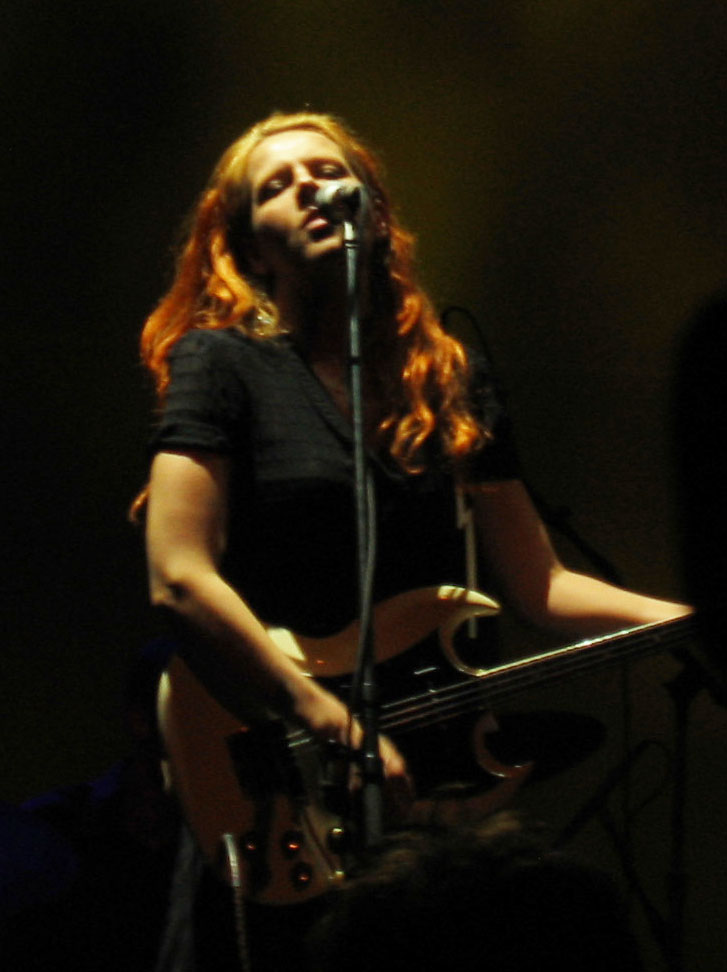
Neko Case in concerto al Henry Fonda Theater di Los Angeles nel 2007.

### Solista
- 1997 – The Virginian (Neko Case & Her Boyfriends)
- 2000 – Furnace Room Lullaby (Neko Case & Her Boyfriends)
- 2002 – Blacklisted
- 2006 – Fox Confessor Brings the Flood
- 2009 – Middle Cyclone
- 2013 – The Worse Things Get, The Harder I Fight, The Harder I Fight, The More I Love You (ANTI-)
- 2018 – Hell-On

### Con i Cub
- 1993 – Betti-Cola

### Con i Maow
- 1995 – I Ruv Me Too
- 1996 – Unforgiving Sounds of Maow

### Con i The Sadies
- 1998 – Make Your Bed/Gunspeak/Little Sadie
- 1998 – Car Songs My '63 / Highway 145

### Con i The Corn Sisters
- 2000 – The Other Women

### Con i The New Pornographers
- 2000 – Mass Romantic
- 2003 – Electric Version
- 2005 – Twin Cinema
- 2007 – Challengers
- 2010 – Together